# NGC 6783
NGC 6783 (również PGC 63003) – zwarta galaktyka (C), znajdująca się w gwiazdozbiorze Łabędzia. Odkrył ją Édouard Jean-Marie Stephan 4 sierpnia 1872 roku.